# Терёшкин, Владимир Михайлович
Владимир Михайлович Терёшкин (род. 1 апреля 1988, Ковылкино, Мордовская АССР, СССР) — российский боксёр-профессионал, выступающий в первой тяжёлой и в тяжёлой весовых категориях. Мастер спорта России, победитель и призёр международных и национальных турниров в любителях.
Среди профессионалов бывший претендент на титул молодёжного чемпиона Северной Америки по версии NABF Junior (2021) в тяжёлом весе.
Лучшая позиция по рейтингу BoxRec — 132-я (сентябрь 2019) и являлся 12-м среди российских боксёров тяжёлой весовой категории, — входя в ТОП-130 лучших тяжеловесов всего мира.

## Биография
Владимир Терёшкин родился 1 апреля 1988 года в городе Ковылкино в Мордовии.

## Любительская карьера
10 лет воспитывался и тренировался под руководством своего отца — Михаила Васильевича Терёшкина, а также Анатолия Ивановича Тюрева, в ковылкинской ДЮСШ. В любителях становился победителем юношеских и юниорских первенств России по боксу, и стал мастером спорта России.
Например, в апреле 2005 года стал серебряным призёром в весе до 91 кг на Мемориале Станислава Сорокина в Ногинске, где он в четвертьфинале победил будущего казахского чемпиона Василия Левита, затем в полуфинале победил узбека Ахрора Муралимова, но в финале проиграл Сергею Калчугину.

## Профессиональная карьера
14 июля 2007 года, в возрасте 19 лет, провёл свой дебютный бой на профессиональном ринге, победив нокаутом в 1-м же раунде словацкого боксёра Стефана Кушнира (0-17). Вслед за профессиональным дебютом Владимир заключил контракт с известным немецким промоутерским клубом из Гамбурга Universum Box Promotion, и провёл свои первые одиннадцать боев в Германии. Череду первых 8-ми побед Владимира прервал поединок с турецким боксёром Аднаном Серином (19-8) в апреле 2008 года — 6-раундовый бой закончился ничьей.
В начале 2010 года он отправился в Лос-Анджелес, где на протяжении нескольких месяцев тренировался в знаменитом зале Фредди Роуча «Wild Card». И в апреле 2010 года дебютировал в США, в Лас-Вегасе одержав убедительную победу по очкам (счёт: 60-54, 60-54, 60-54) над крепким американским джорнименом Джозефом Рэйботтом (7-11).
В ноябре 2012 года Терёшкин сразу на 3 года заключил контракт с промоутерской компанией братьев Кличко К2 Promotions, под эгидой которой в течение 1 года успешно провёл 4 поединка, но с начала 2014 года простаивал без официальных боёв почти два года, из-за обострения отношений между Украиной и Россией — после аннексии Крыма Российской Федерацией и начала вооружённого конфликта на востоке Украины.
Простаивая два года без официальных боёв Терёшкин набирался опыту работая инструктором в «Академии бокса» и спарринг-партнёром с такими известными боксёрами как: россиянин Денис Бахтов и кубинец Майк Перес (в 2013 году), а также в разное время успел поработать спарринг-партнёром таких чемпионов мира как: Олег Маскаев (в 2006 году), Александр Поветкин (в 2014 году) и Владимир Кличко (в 2012 году).

В частности Владимир Кличко в 2012 году говорил о нём: «Володя — очень талантливый спортсмен и один из лучших моих спарринг-партнеров. Он владеет очень ценным для боксера качеством: может боксировать как в стойке левши, так и в стойке правши. Я думаю, что это один из самых перспективных молодых российских супертяжеловесов».
— 
После более чем 2-летнего перерыва, 8 апреля 2016 года у Владимира был запланирован бой с перспективным небитым россиянином Сергеем Кузьминым (6-0, 3 KO), но в результате в этот вечер бокса Владимир вышел против уругвайца Юберти Суареса Диаса (7-3, 2 КО), которого отправил сначала в нокдаун, а затем и в нокаут ударом по туловищу во 2-м раунде.
Так же и 8 декабря 2017 года у Владимира планировался бой за вакантный титул континентального чемпиона по версии WBA с небитым румыном Богдану Дину (17-0) — но по каким-то причинам Владимир на бой не вышел, а Богдан Дину в это вечер бокса победил бразильского джорнимена Марсело Луиса Насименто (18-15).
В июле 2018 года подписал контракт с американской промоутерской компанией Ронсона Фрэнка Uprising Promotions.
9 октября 2021 года в Лас-Вегасе (США), в бою за вакантный титул молодёжного чемпиона Северной Америки по версии NABF Junior в тяжёлом весе, досрочно техническим нокаутом во 2-м раунде проиграл небитому американцу Джареду Андерсону (9-0).

## Статистика профессиональных боёв
В таблице перечислены результаты всех поединков боксёров.
В каждой строке указан результат поединка. Дополнительно номер поединка обозначен цветом, который обозначает итог поединка. Расшифровка обозначений и цветов представлена в нижеследующей таблице.
| Пример | Расшифровка                     |
| ------ | ------------------------------- |
|        | Победа                          |
|        | Ничья                           |
|        | Поражение                       |
|        | Планируемый поединок            |
|        | Поединок признан несостоявшимся |
| КО     | Нокаут                          |
| ТКО    | Технический нокаут              |
| PTS    | Решение судей (по очкам)        |
| UD     | Единогласное решение судей      |
| MD     | Решение большинства судей       |
| SD     | Раздельное решение судей        |
| RTD    | Отказ от продолжения боя        |
| DQ     | Дисквалификация                 |
| NC     | Поединок признан несостоявшимся |

| 24 поединка, 22 победы (12 нокаутом), 1 ничья, 1 поражение. | 24 поединка, 22 победы (12 нокаутом), 1 ничья, 1 поражение. | 24 поединка, 22 победы (12 нокаутом), 1 ничья, 1 поражение. | 24 поединка, 22 победы (12 нокаутом), 1 ничья, 1 поражение. | 24 поединка, 22 победы (12 нокаутом), 1 ничья, 1 поражение.            | 24 поединка, 22 победы (12 нокаутом), 1 ничья, 1 поражение. | 24 поединка, 22 победы (12 нокаутом), 1 ничья, 1 поражение.                                        |
| Бой                                                         | Рекорд                                                      | Дата боя                                                    | Соперник                                                    | Место проведения боя                                                   | Раундов, время                                              | Дополнительно                                                                                      |
| ----------------------------------------------------------- | ----------------------------------------------------------- | ----------------------------------------------------------- | ----------------------------------------------------------- | ---------------------------------------------------------------------- | ----------------------------------------------------------- | -------------------------------------------------------------------------------------------------- |
| 24                                                          | 22-1-1                                                      | 9 октября 2021                                              | Джаред Андерсон (9-0)                                       | Ти-Мобайл Арена, Лас-Вегас, Невада, США                                | TKO 2 (8), 2:51                                             | Бой за вакантный титул молодёжного чемпиона Северной Америки по версии NABF Junior в тяжёлом весе. |
| Перерыв в 1,9 года                                          |                                                             |                                                             |                                                             |                                                                        |                                                             | |
| 23                                                          | 22-0-1                                                      | 16 ноября 2019                                              | Франсиско Сильвенс (23-0)                                   | National Arena, Кингстон, Ямайка                                       | RTD 4 (12), 3:00                                            | |
| 22                                                          | 21-0-1                                                      | 13 июля 2019                                                | Уильямс Окандо (21-8)                                       | Ambassador Theatre, Кингстон, Ямайка                                   | RTD 8 (12), 3:00                                            | |
| Перерыв в 2,5 года                                          |                                                             |                                                             |                                                             |                                                                        |                                                             | |
| 21                                                          | 20-0-1                                                      | 8 января 2017                                               | Тамас Байзат (12-19-1)                                      | Студия 69, Рига, Латвия                                                | TKO 2 (6), 1:02                                             | |
| 20                                                          | 19-0-1                                                      | 8 апреля 2016                                               | Юберти Суарес Диас (7-3)                                    | УСК «Крылья Советов», Москва, Россия                                   | KO 2 (6), 2:21                                              | |
| Перерыв в 2,3 года                                          |                                                             |                                                             |                                                             |                                                                        |                                                             | |
| 19                                                          | 18-0-1                                                      | 14 декабря 2013                                             | Алексей Мазикин (14-9-2)                                    | ЛД «Терминал», Бровары, Украина                                        | UD 8 (8)                                                    | Счёт: 77-72, 77-73 (дважды).                                                                       |
| 18                                                          | 17-0-1                                                      | 21 сентября 2013                                            | Ласло Тот (19-9)                                            | ДС «Локомотив», Харьков, Украина                                       | TKO 2 (8), 1:52                                             | |
| 17                                                          | 16-0-1                                                      | 16 марта 2013                                               | Юрий Быховцев (6-4-1)                                       | Дворец Спорта, Киев, Украина                                           | UD 6 (6)                                                    | Счёт: 60-55, 59-55, 58-57.                                                                         |
| 16                                                          | 15-0-1                                                      | 15 декабря 2012                                             | Максим Педюра (14-5-1)                                      | ДС «Будивельник», Черкассы, Украина                                    | UD 6 (6)                                                    | Счёт: 60-55, 60-54 (дважды).                                                                       |
| 15                                                          | 14-0-1                                                      | 28 января 2012                                              | Евгений Орлов (11-9-1)                                      | Ротербаум, Гамбург, Германия                                           | DQ 5 (6), 2:48                                              | |
| Перерыв в 1,8 года                                          |                                                             |                                                             |                                                             |                                                                        |                                                             | |
| 14                                                          | 13-0-1                                                      | 10 апреля 2010                                              | Джозеф Рэйботте (7-11)                                      | Hard Rock Hotel and Casino, Лас-Вегас, Невада, США                     | UD 6 (6)                                                    | Счёт: 60-54 (трижды).                                                                              |
| 13                                                          | 12-0-1                                                      | 25 декабря 2009                                             | Шерзод Мамаджанов (6-11)                                    | УСК «Крылья Советов», Москва, Россия                                   | RTD 4 (8), 3:00                                             | |
| 12                                                          | 11-0-1                                                      | 24 октября 2009                                             | Александрс Селезенс (3-7)                                   | ДС «Урхейлутало», Хельсинки, Финляндия                                 | TKO 2 (8), 1:08                                             | |
| 11                                                          | 10-0-1                                                      | 7 февраля 2009                                              | Ману Нтох (17-16-1)                                         | Росток, Мекленбург-Передняя Померания, Германия                        | UD 8 (8)                                                    | Счёт: 79-72, 79-73, 78-74.                                                                         |
| 10                                                          | 9-0-1                                                       | 1 ноября 2008                                               | Даниил Перетятько (14-18)                                   | Оберхаузен, Северный Рейн-Вестфалия, Германия                          | UD 8 (8)                                                    | Счёт: 79-73, 78-74, 77-75.                                                                         |
| 9                                                           | 8-0-1                                                       | 5 апреля 2008                                               | Аднан Серин (19-8)                                          | Burg-Waechter Castello, Дюссельдорф, Северный Рейн-Вестфалия, Германия | PTS 6 (6)                                                   | Счёт: 57-57.                                                                                       |
| 8                                                           | 8-0                                                         | 15 марта 2008                                               | Золтан Пето (6-5)                                           | Maritim Hotel, Магдебург, Саксония-Анхальт, Германия                   | UD 6 (6)                                                    | |